# David McNally (Regisseur)
David McNally (* 1960 in London oder Liverpool, England) ist ein britisch-US-amerikanischer Film- und Fernsehregisseur sowie Drehbuchautor. Dem breiten Publikum wurde er durch die Filme Coyote Ugly (2000) und Kangaroo Jack (2003) bekannt.

## Leben
McNally kam in England auf die Welt, wuchs aber ab dem Alter von fünf Jahren im kanadischen Montreal auf. Heute lebt er in Los Angeles.
McNally hat eine Tochter.

## Karriere
McNally, der selbst in einer Band spielte, begann seine beruflichen Karriere als Regisseur von Musikvideos. Später führte er vermehrt bei Werbespots Regie. Sein bekanntester Werbespot ist der „Lobster Werbespot“ für Budweiser, der erstmals während des 33. Super Bowls ausgestrahlt wurde. Der Werbespot wurde unter anderem zum populärsten Super-Bowl-Werbespot des Jahres 1999 gewählt.
Sein Kinofilm-Regiedebüt hatte er mit Coyote Ugly (2000), 2003 folgte Kangaroo Jack. Zusammen mit Tyler Bensinger entwickelte er 2006 die Anwaltsserie Justice – Nicht schuldig, bei der er auch als Drehbuchautor und Executive Producer tätig war.

## Filmografie
- 2000: Coyote Ugly
- 2003: Kangaroo Jack
- 2006: Justice – Nicht schuldig (Justice, Fernsehserie)
- 2008: The Apostles (Fernsehfilm)
- 2015: Beauty and the Beast (Fernsehserie, Folge 3x02 Primal Fear)